# واد أعمى

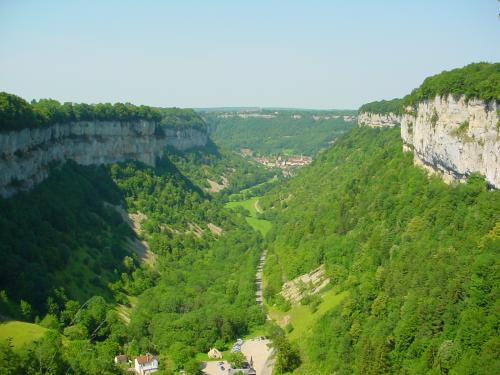

الوادي الأعمى أو الوادي الأبتر هو واد عميق ضيق منبسط ذو نهاية حادة. قد تنشأ مثل هذه الوديان المغلقة في مناطق طبيعية من الحجر الجيري أو الكارستية ، حيث توجد طبقة من الصخور المنفذة فوق طبقة سفلية غير منفذة مثل الطين الجيري. تنفذ المياه المتدفقة في الوادي الأعمى عبر بونور أو بالوعة.